# Lijst van oorlogsmonumenten in Staphorst
De Nederlandse gemeente Staphorst heeft 13 oorlogsmonumenten. Hieronder een overzicht.
| Nr.  | Object                                                            | Herdachte groep                                                                            | Ontwerper       | Onthulling     | Type                                      | Locatie                                                        | Plaats    | Coördinaten                   | Foto                                                              |
| ---- | ----------------------------------------------------------------- | ------------------------------------------------------------------------------------------ | --------------- | -------------- | ----------------------------------------- | -------------------------------------------------------------- | --------- | ----------------------------- | ----------------------------------------------------------------- |
| 571  | Monument aan de Zuidweg                                           | burgerslachtoffers                                                                         | D. Damtuma      |                | gedenksteen                               | Zuidweg, 7951 RA                                               | Staphorst | 52° 40' 29" NB, 6° 11' 39" OL | Meer afbeeldingen                                                 |
| 1327 | Oorlogsmonument                                                   | militairen in dienst van het Ned. Kon. 1940-1945, burgerslachtoffers, vervolgden Nederland | Dhr. B.K. Haven |                | overig                                    | Binnenweg, 7951 DE                                             | Staphorst | 52° 38' 36" NB, 6° 12' 32" OL | Oorlogsmonument                                                   |
| 3240 | Erehof IJhorst, Geallieerd erehof                                 | geallieerde militairen                                                                     |                 |                | begraafplaats/graf                        | Begraafplaats IJhorst, Kerkweg 10a, 7955 AA                    | IJhorst   | 52° 39' 50" NB, 6° 17' 11" OL | Meer afbeeldingen                                                 |
| 3241 | Erehof Rouveen, Geallieerd erehof                                 | geallieerde militairen                                                                     |                 |                | begraafplaats/graf                        | Algemene Begraafplaats (Oud), Rouveen, Meidoornlaan 4, 7954 EP | Rouveen   | 52° 36' 56" NB, 6° 11' 4" OL  | Meer afbeeldingen                                                 |
| 3613 | Herdenkingskruis voor Pieter Hoppen                               | burgerslachtoffers                                                                         |                 | 12 april 2011  | kruis                                     | Rechterensweg, 7951                                            | Staphorst | 52° 39' 50" NB, 6° 9' 0" OL   | Herdenkingskruis voor Pieter Hoppen                               |
| 4496 | gedenksteen Joe Huntley Marlowe                                   | geallierde militairen                                                                      | H. Smit         |                | zwerfsteen                                | Klaas Kloosterweg West bij nr. 43                              | Staphorst | 52° 39' 25" NB, 6° 11' 5" OL  | gedenksteen Joe Huntley Marlowe                                   |
| 4497 | Flakstop monument, Monument Crash B17 bommenwerper Staphorst      | geallierde militairen                                                                      | H. Smit         | 26 april 2018  | zwerfsteen                                | Zwarteveenweg bij 3a                                           | Staphorst | 52° 39' 3" NB, 6° 15' 17" OL  | Flakstop monument, Monument Crash B17 bommenwerper Staphorst      |
| 4498 | Monument Crash Halifax Staphorst (Het verraad) en                 | geallieerde militairen                                                                     | H. Smit         | april 2020     | steen met stalen Halifax                  | Burgemeester van Wijngaardenstraat bij nr.11b, 7955 PK         | IJhorst   | 52° 38' 21" NB, 6° 17' 28" OL | Meer afbeeldingen                                                 |
| 4499 | Gedenksteen Frank Crowley                                         | geallieerde militairen                                                                     | H. Smit         |                | gedenksteen                               | Dekkersweg 12, 7715 RB                                         | Punthorst | 52° 36' 38" NB, 6° 14' 27" OL | Gedenksteen Frank Crowley                                         |
| 4500 | Witte gedenkkruizen voor Loichot Yves en Jacobus Cornelis de Roos | verzet Nederland, geallieerde militairen                                                   |                 |                | kruis                                     | Dekkersweg 16, 7715 RB                                         | Punthorst | 52° 36' 34" NB, 6° 14' 47" OL | Witte gedenkkruizen voor Loichot Yves en Jacobus Cornelis de Roos |
| 4533 | Halifax monument                                                  | geallieerde militairen                                                                     | H. Smit         | 2023           | gedenksteen                               | Leidijk bij 12                                                 | Staphorst | 52° 36' 58" NB, 6° 13' 19" OL | Halifax monument                                                  |
|      | Graf van Jan Troost                                               | militairen in dienst van het Ned. Kon. 1940-1945                                           |                 |                | grafmonument                              | Algemene Begraafplaats (Oud), Meidoornlaan 4, 7954 EP          | Rouveen   | 52° 36' 57" NB, 6° 11' 3" OL  | Graf van Jan Troost                                               |
|      | Graf van Klaas Pielman                                            | militairen in dienst van het Ned. Kon. 1940-1945                                           |                 |                | grafmonument                              | Kerkhof NH-Kerk, Oude Rijksweg 443a, 7954 GJ                   | Rouveen   | 52° 36' 55" NB, 6° 11' 12" OL | Graf van Klaas Pielman                                            |
|      | Graf van Carel de Vos van Steenwijk                               | militairen in dienst van het Ned. Kon. 1940-1945                                           |                 |                | grafmonument                              | Begraafplaats IJhorst, Kerkweg 10a, 7955 AA                    | IJhorst   | 52° 39' 50" NB, 6° 17' 11" OL | Graf van Carel de Vos van Steenwijk                               |
|      | Oorlogmonument Rouveen                                            | algemeen                                                                                   | Henk Smit       | september 2021 | legerlaars, helm, deel vliegtuigpropeller | Kerkplein                                                      | Rouveen   | 52° 36' 55" NB, 6° 11' 10" OL | Oorlogmonument Rouveen                                            |

Almelo ·
Borne ·
Dalfsen ·
Deventer ·
Dinkelland ·
Enschede ·
Haaksbergen ·
Hardenberg ·
Hellendoorn ·
Hengelo ·
Hof van Twente ·
Kampen ·
Losser ·
Oldenzaal ·
Olst-Wijhe ·
Ommen ·
Raalte ·
Rijssen-Holten ·
Staphorst ·
Steenwijkerland ·
Tubbergen ·
Twenterand ·
Wierden ·
Zwartewaterland ·
Zwolle